# Journal of Universal Computer Science
Le Journal of Universal Computer Science (abrégé en J.UCS) est une  revue scientifique à comité de lecture mensuelle à accès ouvert qui couvre tous les domaines de l'informatique.

## Description
La revue a été fondée en 1994 et est publiée par le J.UCS Consortium composé de neuf organisations scientifiques  : 
1. Austrian Competence Center for Knowledge Management, Graz
2. Université de Passau
3. Universidad Galileo (en)
4. Université technique de Graz
5. Université d'Aix-la-Chapelle
6. Université de Hanovre
7. Capital University of Science and Technology (en)
8. National University (California) (en)
9. Leibniz-Informationszentrum Wirtschaft

Les rédacteurs en chef sont :
- Muhammad Tanvir Afzal ((Capital University of Science & Technology (en)),
- Wolf-Tilo Balke (Université de Hanovre),
- Christian Gütl (Université technique de Graz), managing editor
- Rocael Hernández Rizzardini (Universidad Galileo (en)),
- Matthias Jarke (Université d'Aix-la-Chapelle),
- Stefanie Lindstaedt (Université technique de Graz),
- Peter Serdyukov (National University (California) (en)), et
- Klaus Tochtermann (Université technique de Graz).

Le journal publie un numéro mensuel ; les articles sont regroupés en volumes annuels. L'accès aux versions électroniques est ouvert ; les volumes imprimés sont payants. À titre d'illustration, le volume 25 de 2019 comporte près de 1800 pages.

## Résumés et indexation
Les articles sont indexés, et les résumés sont publiés, dans les bases de données : Digital Bibliography & Library Project, 
Current Contents/Engineering, Computing & Technology,  Science Citation Index Expanded et Scopus.
D'après le Journal Citation Reports, la revue a en 2017 un facteur d'impact de 1,066, et de 0,29 en 2018 sur SCImago Journal Rank. Pour ce site, la revue est dans le troisième ou quatrième quartile des revues d'informatique.